# Władimir Dudincew
Władimir Dmitrijewicz Dudincew (ros. Владимир Дмитриевич Дудинцев; ur. 29 lipca 1918 w Kupiańsku, zm. 22 lipca 1998 w Moskwie) – rosyjski pisarz, autor utworów o tematyce produkcyjnej i skutkach ideologizowania nauki.

## Wybrana twórczość
- 1952 – U siemi bogatyriej (ros. У семи богатырей) – zbiór opowiadań
- 1953 – Na swojom miestie (ros. На своём месте) – nowela
- 1956 – Nie samym chlebem... (ros. Не хлебом единым) – powieść
- 1959 – Powiesti i rasskazy (ros. Повести и рассказы) – zbiór nowel i opowiadań
- 1960 – Nowogodniaja skazka (ros. Новогодняя сказка) – nowela
- 1963 – Rasskazy (ros. Рассказы) - zbiór opowiadań
- 1987 – Biełyje odieżdy (ros. Белые одежды) – powieść
- 2000 – Mieżdu dwumia romanami: Powiest' (ros. Между двумя романами: Повесть) – nowela wydana pośmiertnie na podstawie rękopisów pisarza